# Flora Volpini
Flora Volpini (Citerna, 5 dicembre 1908 – Citerna, 8 marzo 2005) è stata una scrittrice, pittrice e politica italiana.

## Biografia
Esordì come attrice cinematografica, venendo spesso accreditata come Franca Volpini. Dal 1943 compagna di Guido Piovene, salì alla ribalta nel 1950 grazie al romanzo parzialmente autobiografico La fiorentina, che oltre ad ottenere critiche lusinghiere divenne in breve tempo un best seller e venne tradotto in 7 lingue.
Negli anni successivi si fece conoscere come organizzatrice di eventi culturali, e come protagonista della vita mondana romana e milanese presentando per un decennio tutti i più grandi autori. Si avvicinò inoltre alla pittura, tenendo mostre fino all'età di 78 anni, e vincendo l'Ambrogino d'Oro.
Fu primo sindaco donna della sua città natale dal 1965 al 1975. Nel 1987 fu nominata cavaliere del lavoro. Rimasta cieca a partire dal novembre del 1990 usufruì della Legge Bacchelli. Nel 2014 le è stata intitolata la biblioteca comunale della sua città natale.

## Opere
- La fiorentina, Bompiani, Milano, 1950.
- I castigati, Bompiani, Milano, 1953.
- Poche storie, Bompiani, Milano, 1956.
- Comandi signora, Edizioni Incontro con l'autore, Milano, 1963.

## Filmografia parziale

### Cinema
- Duetto vagabondo, regia di Guglielmo Giannini (1938)
- Addio giovinezza!, regia di Ferdinando Maria Poggioli (1940)